# Istorie
Istoria este știința care studiază evoluția societății umane de la apariția omului până în prezent. Obiectul istoriei nu se limitează doar la evenimentele politice, cum ar fi de exemplu bătăliile sau faptele conducătorilor. El cuprinde și aspectele economice, sociale și culturale (uneltele, ocupațiile și organizarea oamenilor, creațiile artistice și credințele religioase, viața de zi cu zi etc.).

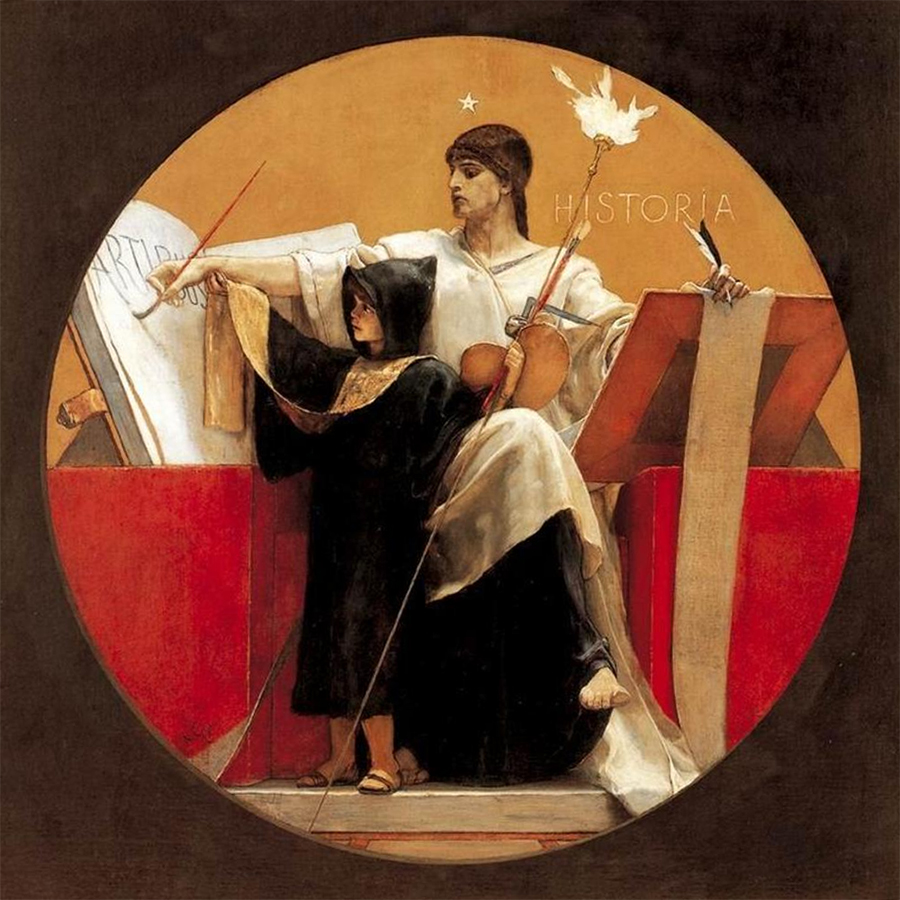
Historia, o alegorie a istoriei
Pictură de Nikolaos Gysis (1892).

## Definiție
Istoria este o relatare, o construcție a unei imagini a trecutului făcută de oameni (i.e. istorici) care încearcă să descrie, să explice sau să facă perceptibile timpurile care s-au scurs. Indiferent de epoci sau de metode și oricare ar fi scopul subiacent al muncii istoricului, istoria este întotdeauna o construcție intelectuală umană, înscrisă în epoca în care este scrisă.
Spre deosebire de povestirea ficțională, istoria ca știință descriptivă a evenimentelor trecute nu este construită prin intuiție intelectuală, ci pornind de la surse: documente scrise, istorie orală, obiecte etc. Prin interpretarea totalității acestor surse, istoria își propune să reconstituie informații despre diversele fațete ale trecutului. De-a lungul timpului, istoricii și-au schimbat foarte mult felul de a interpreta trecutul și perspectiva asupra faptelor sau a evenimentelor trecute, și-au reevaluat sursele și maniera de a aborda respectivele surse.
Istoria, care nu este doar o reflecție asupra trecutului, se construiește în funcție de regulile unei metode științifice. Aceasta a evoluat de-a lungul timpului, iar evoluția acestei metode științifice poartă numele de istoriografie (cuvânt compus pornind de la niște etimoane grecești; în traducere directă înseamnă „istoria scrierii istoriei”). Metoda de cercetare a istoriei se sprijină pe un ansamblu de științe auxiliare care îl ajută pe istoric să își construiască povestirea.
Istoria este și o practică socială: prin felul în care este scrisă, istoria se înscrie în mod fundamental în epoca în care este scrisă și joacă un rol de primă importanță în epoca scrierii ei deoarece, fiind luată drept dovadă și / sau garanție a judecății acțiunilor omului, ea determină interpretările, interacțiunile și comportamentele sociale prezente și viitoare ale indivizilor.

## Metoda istorică

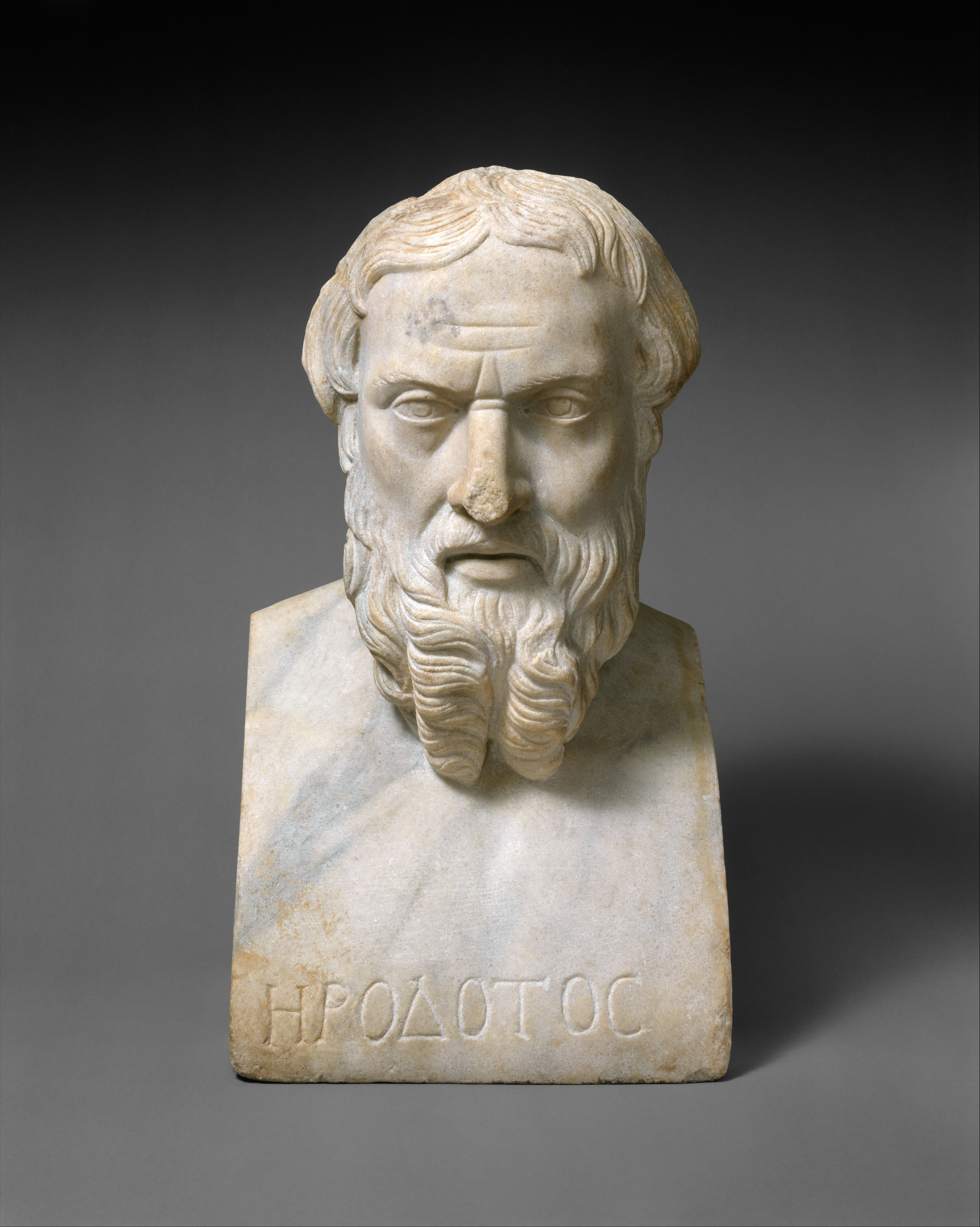
Herodot (484-425 î.Hr.) poreclit „tatăl istoriei” și „tatăl minciunilor”

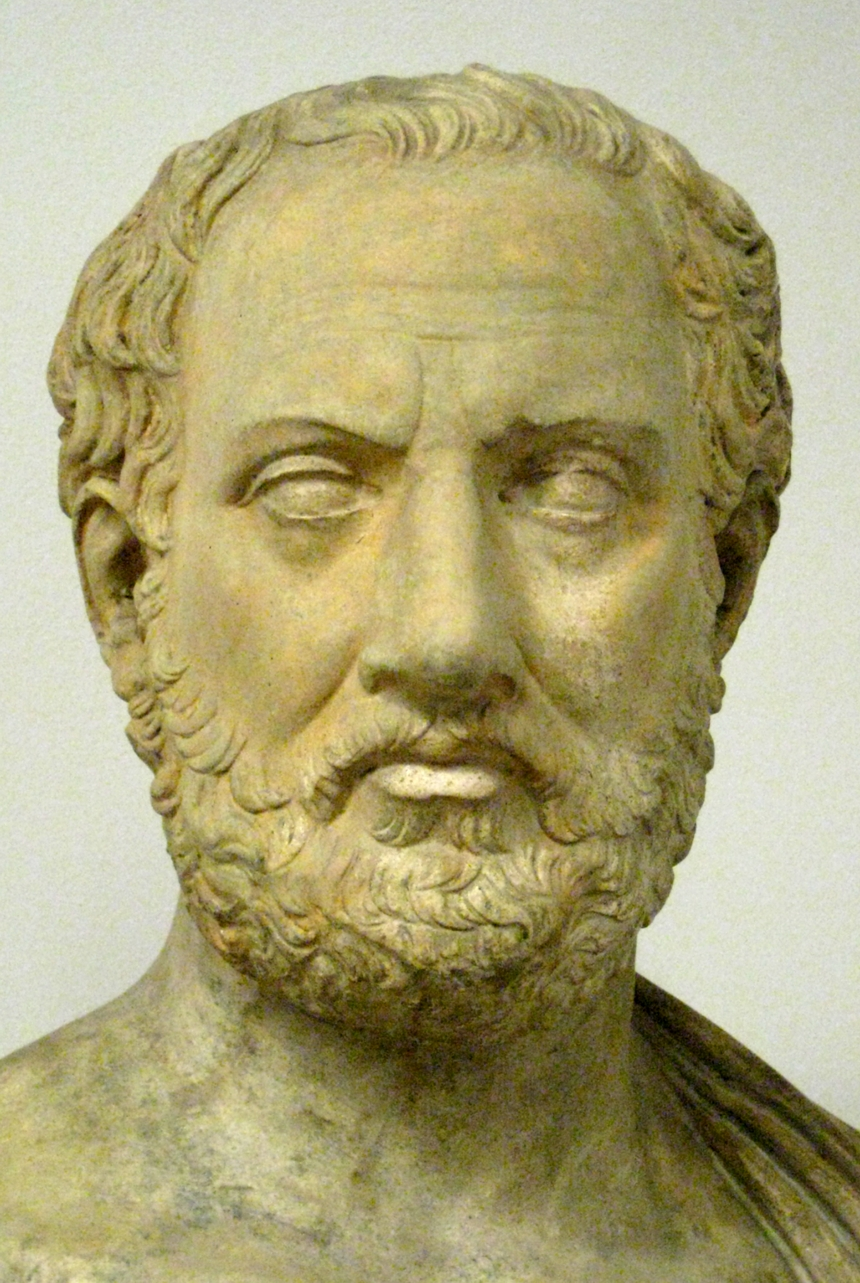
Tucidide (circa  460-circa 400 î.Hr.) poreclit „tatăl istoriei științifice”

Metoda istorică este compusă din tehnici și îndrumări prin care istoricii folosesc sursele primare și alte dovezi empirice, inclusiv dovezi arheologice pentru a cerceta și apoi scrie istoria drept relatări ale trecutului. Întrebarea asupra naturii și chiar a putinței existenței unei metode istorice solide este subiectul filosofiei istoriei drept întrebare care ține de epistemologie. Studiul metodei istorice și al diferitelor feluri de a scrie istoria se numește istoriografie.

### Abordarea critică a surselor
Abordarea critică a surselor (sau evaluarea informației) este procesul de a evalua calitățile unei surse de informații, cum ar fi validitatea, încrederea și relevanța ei pentru subiectul cercetat.
Gilbert J. Garraghan împarte abordarea critică a surselor în șase întrebări:
1. Când a fost produsă sursa scrisă sau nescrisă (data)?
2. Unde a fost produsă (locația)?
3. De către cine a fost produsă (autorii)?
4. Din ce materiale pre-existente a fost produsă (analiza)?
5. Sub ce formă inițială a fost produsă (integritatea)?
6. Care este valoarea ei ca dovadă prin ceea ce cuprinde ea (credibilitatea)?

Primele patru sunt cunoscute drept critica superioară; a cincea drept critica inferioară; și, împreună, drept critica externă. A șasea și cea din urmă este numită critica internă. Laolaltă această abordare este numită critica surselor sau abordarea critică a surselor.
R. J. Shafer asupra criticii externe: „Se afirmă uneori că funcția ei este negativă, scutindu-ne de a folosi dovezi eronate; în timp ce critica internă are funcția pozitivă de a ne spune cum să folosim dovezile găsite drept autentice.”
Observând că unele documente sunt acceptate drept complet de încredere, Louis Gottschalk a stipulat regula generală „pentru fiecare aspect în parte procesul de a stabili ce încredere putem avea în acesta trebuie făcut în mod separat și indiferent de credibilitatea generală a autorului documentului.” Gradul de încredere al unui autor, luat în general, poate stabili o probabilitate de fundal pentru a aborda fiecare afirmație, dar fiecare dovadă extrasă trebuie cântărită în mod individual.

#### Proceduri pentru surse care se contrazic una pe alta
Bernheim (1889) și Langlois & Seignobos (1898) au propus o procedură în șapte pași pentru critica surselor în cadrul istoriei:
1. Dacă toate sursele au căzut de acord asupra unui eveniment, istoricii pot considera evenimentul drept dovedit.
2. Totuși, nu se impune majoritatea; chiar dacă cele mai multe surse povestesc evenimentele într-un fel, acea versiune nu va prevala decât dacă trece testul analizei critice pe text (analiza textului).
3. Sursa a cărei relatare poate fi confirmată prin referiri la autorități externe în unele părți ale ei poate fi crezută în întregime chiar dacă este imposibil să confirmăm complet textul.
4. Când două surse se contrazic asupra unui aspect, istoricul va prefera sursa cu cea mai mare autoritate, adică sursa creată de un expert sau de martorii oculari.
5. Martorii oculari, în general, trebuie preferați în special în împrejurările în care observatorul obișnuit putea relata cu acuratețe ceea ce s-a aflat pe atunci și, mai specific, când se referă la lucruri știute de majoritatea contemporanilor lor.
6. Dacă două surse create în mod independent cad de acord asupra unui aspect, credibilitatea fiecăreia sporește semnificativ.
7. Când două surse nu sunt de acord și nu există un alt mijloc de a evalua ce spun ele, atunci istoricii vor prefera sursa mai apropiată de bunul simț.

Descrierile ulterioare ale metodei istorice de mai jos au căutat să depășească credulitatea postulată de primul dintre pașii formulați în secolul al XIX-lea prin a afirma principii prin care relatările diferite nu sunt doar armonizate ci pentru a afla dacă o aserțiune găsită în una din surse poate fi considerată drept lipsită de încredere sau dimpotrivă, luată în sine.

#### Principii de bază pentru a determina gradul de încredere
Următoarele principii de bază ale criticii surselor au fost formulate de doi istorici scandinavi, Olden-Jørgensen (1998) și Thurén (1997):
- Sursele umane pot fi dovezi fizice (rămășite trupești/relicve) cum ar fi amprentele; sau narațiuni cum ar fi o declarație sau o scrisoare. Rămășitele trupești/relicvele sunt mai credibile decât narațiunile.
- Orice sursă dată poate să fi fost falsificată sau coruptă. Indicații puternice asupra păstrării sursei în formă originală sporesc încrederea pe care o putem avea în ea.
- Cu cât o sursă este mai apropiată de evenimentul pe care pretinde că-l relatează, cu atât mai multă încredere putem avea că ea descrie corect istoric ceea ce s-a întâmplat.
- Un martor ocular este mai credibil decât o mărturie la mâna a doua, care este mai credibilă decât mărturia unor persoane care au auzit de la mărturii și mai îndepărtate și așa mai departe.
- Dacă un număr de surse independente conțin același mesaj, credibilitatea mesajului sporește puternic.
- Tendința unei surse este motivația ei de a produce o anumită părtinire. Astfel de tendințe trebuie minimizate sau suplimentate cu motivații contrare.
- Dacă se poate dovedi că un martor sau o sursă nu au un interes direct în a crea părtinire, credibilitatea mesajului crește.

#### Mărturiile oculare
R. J. Shafer oferă această listă pentru a evalua mărturiile oculare:
1. Este sensul real al aserțiunii diferit de sensul ei literal? Sunt folosite cuvintele în sensuri în care nu mai sunt folosite azi? Este o afirmație ironică (adică, înseamnă altceva decât afirmă)?
2. Cât de bine putea observa autorul lucrurile pe care le relatează? Erau simțurile lui adecvate observațiilor făcute? Era locația sa fizică adecvată vederii, auzirii, atingerii? Avea el din punct de vedere social abilitatea de a observa: înțelegea limba, avea expertiza necesară (de exemplu drept, științe militare); nu era intimidat de nevasta sa sau de poliția politică?
3. Cum a relatat autorul?, și care era abilitatea sa de a face asta?
  1. Privind abilitatea sa de a relata, era părtinitor? Avea timpul necesar pentru a relata? Locul potrivit pentru a relata? Instrumente adecvate de a înregistra relatarea?
  2. Când a relatat el, relativ la observațiile făcute? Curând? Mult mai târziu? Cincizeci de ani este mult mai târziu deoarece majoritatea martorilor oculari erau morți iar cei care mai rămaseră puteau să fi uitat aspecte relevante.
  3. Care era intenția autorului în relatarea sa? Pentru cine relata el? Era probabil ca publicul său să-i ceară sau să-i sugereze distorsionarea evenimentelor?
  4. Există indicii adiționale asupra veracității avute în intenție? Era el indiferent față de subiectul relatat, deci probabil nu intenționa distorsionarea? A făcut afirmații care-i afectau reputația proprie, deci probabil nu căuta să distorsioneze? A oferit informații incidentale sau obișnuite, deci aproape cu certitudine nu avea intenția de a induce în eroare?
4. Par afirmațiile sale inerent improbabile, de exemplu contrare naturii umane sau în conflict cu ceea ce cunoaștem azi?
5. Țineți cont că unele feluri de informații sunt mai ușor de observat și relatat decât altele.
6. Există contradicții interne în acel document?

Louis Gottschalk adaugă o considerație adițională: „Chiar când faptul discutat se putea să nu fie bine cunoscut, anumite feluri de informații sunt atât incidentale cât și probabile în așa mod încât eroarea sau falsul par improbabile. Dacă o inscripție antică a unei căi romane ne spune că un anumit proconsul a clădit acea cale în timp ce Augustus era princeps, fără a dispune de altă coroborare ne putem îndoi că proconsulul a clădit într-adevăr calea, dar ar fi mai greu să ne îndoim că ea a fost făcută sub domnia lui Augustus. Dacă o reclamă informează cititorii « Cafeaua A și B poate fi cumpărată la orice băcănie la prețul neobișnuit de cincizeci de cenți pe livră », toate deducerile din reclamă fără coroborare pot fi puse la îndoială, cu excepția faptului că exista o marcă de cafea pe piață numită « Cafeaua A și B. »”

#### Mărturii indirecte
Garraghan afirmă că cele mai multe informații provin de la martori indirecți, oameni care nu erau prezenți la fața locului dar au auzit ce s-a petrecut de la alții. Gottschalk afirmă că un istoric poate folosi mărturii din auzite acolo unde nu există texte primare. El scrie „În cazurile în care se folosește de martori secundari ... el se întreabă: (1) Pe a cui mărturie primară se bazează afirmațiile acestui martor secundar? (2) A relatat corect martorul secundar mărturia primară în întregul ei? (3) Dacă nu, ce detalii le-a raportat corect din mărturia primară? Răspunsuri satisfăcătoare la a doua și a treia întrebare pot oferi istoricului întregul sau esența mărturiei primare care pentru matorul secundar poate fi singura cale de a fi aflat aceste lucruri. În astfel de cazuri sursa secundară este sursa 'originală' a istoricului, în sensul că ea este originea cunoașterii lui. În ce privește dacă această sursă 'originală' este o relatare corectă a mărturiei primare, el testează credibilitatea ei la fel cum ar face-o cu însăși mărturia primară.” Gottschalk adaugă, „Deci mărturia din auzite nu va fi respinsă de istoric, cum ar face-o un tribunal pentru simplul motiv că provine din auzite.”

#### Tradiția orală
Gilbert Garraghan susține că tradiția orală poate fi acceptabilă dacă ea satisface una din două „condiții generale” sau șase „condiții particulare”, după cum urmează:
1. Condițiile generale.
  1. Tradiția trebuie să se bazeze pe o serie neîntreruptă de martori, pornind de la relatarea primară și imediată a evenimentului martorilor vii intermediari de la care preluăm noi sau cel care a fost primul care l-a consemnat în scris.
  2. Trebuie să existe mai multe serii paralele și independente de martori care relatează evenimentul discutat.
2. Condițiile particulare.
  1. Tradiția trebuie să relateze un eveniment public important, de felul unuia cunoscut direct de un mare număr de persoane.
  2. Tradiția trebuie să fi fost acceptată pe larg, cel puțin pentru un anume interval de timp.
  3. De-a lungul acelui interval de timp ea trebuie să nu fi cunoscut opoziție, chiar din partea persoanelor care ar fi fost înclinate să o nege.
  4. Tradiția trebuie să fi fost una de durată relativ limitată. [Altundeva Garraghan sugerează o limită maximă de 150 ani, cel puțin în culturile care excelează prin amintiri orale.]
  5. Spiritul critic trebuie să fi fost suficient de dezvoltat cât timp a durat tradiția, iar mijloacele necesare investigației critice trebuie să fi fost la dispoziție.
  6. Persoanele cu spirit critic care ar fi contestat în mod sigur tradiția – dacă ei ar fi considera-o falsă – trebuie să nu fi încercat asta.

Pot exista și alte metode de a verifica tradiția orală, cum ar fi comparațiile cu dovezile provenite din arheologie.
Dovezi mai recente cu privire la încrederea sau neîncrederea potențială în tradiția orală provin din munca de teren din Africa de Vest și Europa Răsăriteană.